# Thamnodynastes gambotensis
Thamnodynastes gambotensis is een slangensoort uit de familie toornslangachtigen (Colubridae) en de onderfamilie Dipsadinae.

## Naam en indeling
De wetenschappelijke beschrijving van de soort is voor het eerst door Carlos Pérez-Santos en Ana G. Moreno werd in 1989 gepubliceerd. Joseph Randle Bailey en Robert A. Thomas publiceerden in 2007 een meer uitgebreide beschrijving. De soort is genoemd naar de typelocatie, Gambote in het departement Bolívar in het noorden van Colombia.

## Uiterlijke kenmerken
De totale lengte van volwassen mannetjes bedraagt 493 à 514 millimeter, van vrouwtjes 404 à 457 mm.

## Verspreiding en habitat
De soort komt voor in delen van Zuid-Amerika en leeft endemisch in Colombia. De habitat bestaat uit draslanden. Ook in door de mens aangepaste streken zoals weilanden kan de slang worden aangetroffen. De soort is te vinden van zeeniveau tot op een hoogte van ongeveer 200 meter boven zeeniveau. De slang wordt gevonden in het laaggelegen deel van het bekken van de rivier Magdalena en de naburige laaglanden.

## Beschermingsstatus
Door de internationale natuurbeschermingsorganisatie IUCN is de beschermingsstatus 'veilig' toegewezen (Least Concern of LC).